# Doryodes bistrialis
Doryodes bistrialis är en fjärilsart som beskrevs av Charles Andreas Geyer 1832. Doryodes bistrialis ingår i släktet Doryodes och familjen nattflyn. Inga underarter finns listade i Catalogue of Life.